# Terrence Clarke

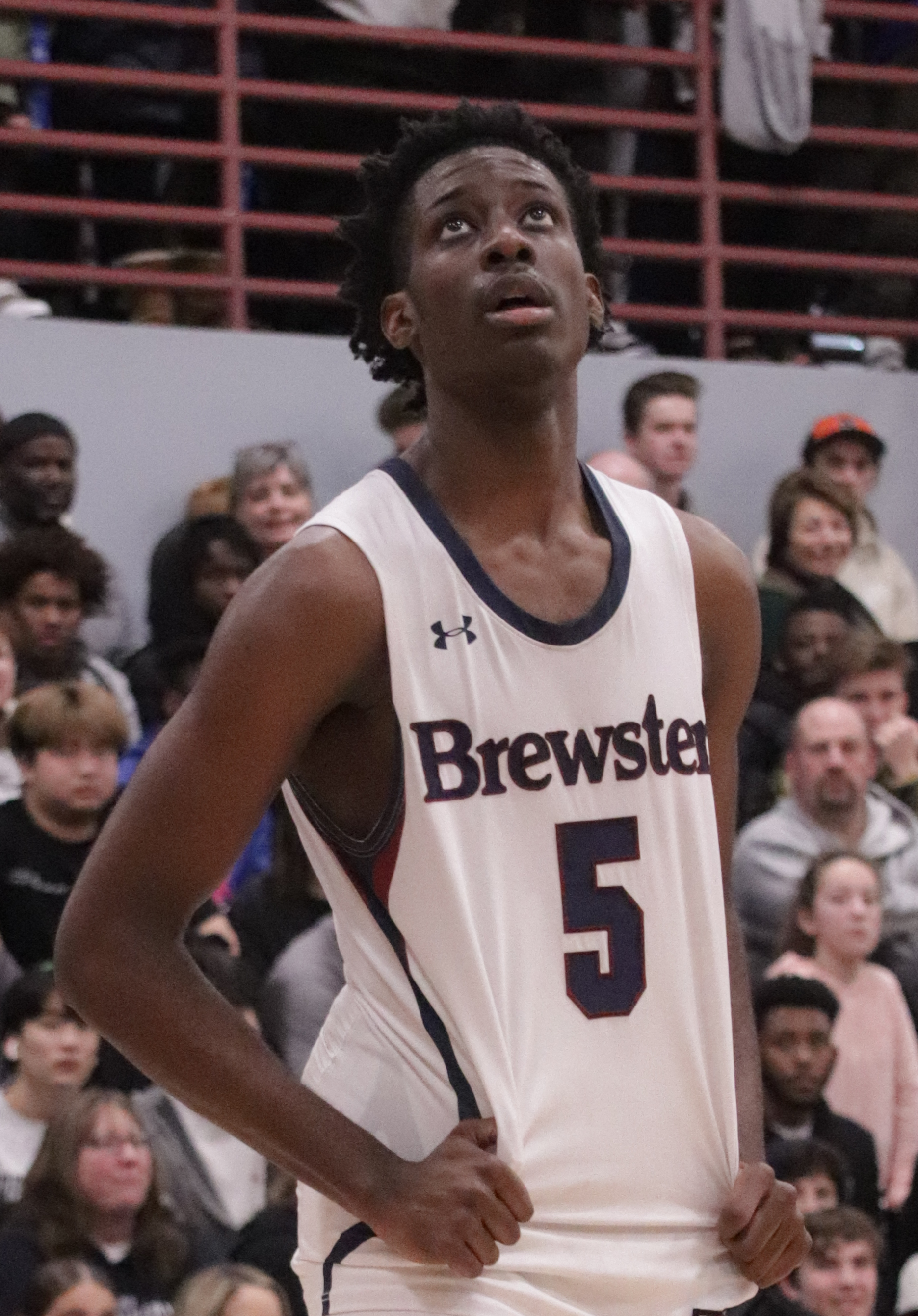
Terrence Clarke (2020)

Terrence Clarke (6 de setembro de 2001 - 22 de abril de 2021) foi um jogador de basquete universitário americano pelo Kentucky Wildcats na Conferência Sudeste (SEC). Ele começou sua carreira no ensino médio na Rivers School antes de se transferir para a Brewster Academy, onde sua equipe venceu o National Prep Championships de 2019. Nomeado como McDonald's All-American, existia um consenso que Clarke era um recruta cinco estrelas e um dos melhores arremessadores da classe 2020. Ele jogou uma temporada na faculdade pelo Kentucky antes de ser declarado no draft da National Basketball Association (NBA) . Ele morreu em um acidente de carro aos 19 anos em Los Angeles, Califórnia.

## Início da vida e carreira no ensino médio
Terrence Clarke nasceu em 6 de setembro de 2001, em Boston, Massachusetts, filho de Osmine Clarke e Adrian Briggs. Ele originalmente frequentou a Rivers School em Weston, Massachusetts, antes de se transferir para a Brewster Academy após sua temporada de calouro. Em Rivers, ele foi nomeado para a equipe classe B do New England Preparatory School Athletic Council. Em Brewster, ele ganhou o Campeonato Nacional de Preparação de 2019.  Como sênior, Clarke teve uma média de 18,3 pontos por jogo com 5,8 rebotes por jogo e três assistências por jogo, já que Brewster terminou com um recorde de 34–3 antes que a pandemia de COVID-19 encerrasse as finais do National Prep. Clarke foi selecionado para o McDonald's All-American Game, um jogo de basquete masculino all-star que compreende muitos dos melhores graduados de basquete americano e canadense do ensino médio jogado no mesmo dia do jogo de meninas homólogo, e foi selecionado como um All American da terceira equipe da Sports Illustrated, um time composto pelos terceiros melhores jogadores do ensino médio dos Estados Unidos.
Rivals, ESPN e 247Sports avaliaram Clarke como um candidato cinco estrelas, com Rivals e 247Sports classificando-o como o oitavo melhor jogador e a ESPN como o décimo melhor jogador na classe de 2020. Em 14 de setembro de 2019, Clarke anunciou seu compromisso com a University of Kentucky sobre as ofertas do Boston College, Duke, Memphis, Texas Tech e UCLA . Ele também anunciou que estava se reclassificando para a classe de 2020.

## Carreira universitária
Em sua estreia na faculdade em 25 de novembro de 2020, Clarke marcou 12 pontos, quatro rebotes, quatro assistências e três roubos de bola na vitória por 81-45 sobre o Morehead State . Devido a uma lesão na perna direita, ele ficou limitado a oito jogos durante a temporada, sete em jogos fora da conferência e um no torneio SEC, fazendo seis partidas e obtendo uma média de 9,6 pontos, 2,6 rebotes e duas assistências por jogo. Clarke marcou um recorde de 22 pontos na carreira contra os Georgia Tech Yellow Jackets em 6 de dezembro de 2020.  Ele terminou sua carreira universitária com setenta e sete pontos em 229 minutos jogados.  Em 19 de março de 2021, Clarke anunciou que abriria mão de sua elegibilidade para a faculdade restante e se declararia para o draft de 2021 da NBA . Um dia antes de sua morte, Clarke assinou com o Klutch Sports Group .

## Vida pessoal e morte
Clarke formou-se em comunicação na Universidade de Kentucky. Ele tinha três irmãos: Tatyana, Gavin e Madison.
Após um treino com o companheiro de equipe Brandon Boston Jr., Clarke morreu em 22 de abril de 2021, em Los Angeles, Califórnia, após se envolver em uma colisão de trânsito. Ele tinha 19 anos.

O Departamento de Polícia de Los Angeles afirmou que Clarke estava dirigindo em alta velocidade quando passou em um sinal vermelho, batendo em um carro que estava virando à esquerda e batendo em um poste e uma parede de blocos. Ele estava dirigindo um Genesis GV80 sem usar o cinto de segurança corretamente.